# کارمن د لیریو
کارمن د لیریو (اسپانیایی: Carmen de Lirio‎؛ ‏ ۳۱ اکتبر ۱۹۲۶ – ۴ اوت ۲۰۱۴) بازیگر اهل اسپانیا بود.
از فیلم‌هایی که وی در آن نقش داشته‌است، می‌توان به ژوستین و مصائب پاکدامنی، من، واکیا و دو رقیب اشاره کرد.